# Maburaho
Maburaho (まぶらほ?) è una serie di light novel scritta da Toshihiko Tsukiji e illustrata da Eeji Komatsu, adattata poi in un manga e in una serie televisiva anime di 24 episodi prodotta dallo studio J.C.Staff.
Maburaho è ambientato in un mondo dove ognuno è in grado di usare la magia: ogni persona ha un grado di magia diverso e un numero massimo di volte in cui la può usare prima di consumarla tutta e finire in cenere. Lo status sociale è determinato da quante volte si può usare la magia.

## Trama
Kazuki Shikimori è uno studente del secondo anno alla prestigiosa scuola di magia Aoi Academy. Il ragazzo, a differenza dei suoi compagni che possono usare la magia diverse migliaia di volte, può usare i suoi poteri solo otto volte prima di ridursi in cenere e quindi è alla base della scala sociale. La sua vita cambia quando tre ragazze si presentano da lui: Yuna Miyama dichiara di essere sua moglie, Kuriko Kazetsubaki vuole ottenere i suoi geni e Rin Kamishiro vuole ucciderlo per evitare di sposarlo. Kazuki scopre così di essere il discendente di una potente famiglia di maghi nota a livello mondiale e di avere il potenziale per diventare il mago più forte del mondo.
A causa della sua gentilezza, Kazuki utilizza tutta la sua magia e si riduce in cenere, ma il suo fantasma rimane. Il ragazzo viene preso di mira da Shino Akai, che vuole catturarlo e aggiungerlo alla sua collezione di fantasmi. Le ragazze scoprono che le ceneri di Kazuki sono state disperse nei loro cuori ed è possibile ridargli un corpo, ma così facendo Kazuki perderà tutti i ricordi. Alla fine, decidono comunque di riconsegnargliele e il ragazzo, invece che perdere i ricordi, si divide in dieci corpi.

## Personaggi
Kazuki Shikimori (式森 和樹?, Shikimori Kazuki)
Seiyuu: Daisuke Sakaguchi, Akeno Watanabe (da giovane)
Il protagonista maschile, frequenta il secondo anno alla scuola di magia Aoi Academy, ma, potendo usare la magia solo otto volte, gli altri studenti lo ignorano. Discende dalla più potente famiglia di maghi dell'est, ma anche dalla più potente dell'ovest e per questo ha un potere immenso. S'innamora di Yuna. Kazuki è un ragazzo gentile che aiuta sempre gli altri, finendo per dissolversi in cenere e rimanere un fantasma; viene però riportato in forma umana da un bacio di Yuna e Chihaya.
Yuna Miyama (宮間 夕菜?, Miyama Yuna)
Seiyuu: Hitomi Nabatame
Si trasferisce alla Aoi Academy per diventare la moglie di Kazuki e si presenta davanti alla sua classe con il cognome del ragazzo. È l'unica all'inizio che tenga davvero a Kazuki ed è molto possessiva e gelosa quando altre ragazze si avvicinano a lui. Yuna e Kazuki si sono incontrati per la prima volta da piccoli, quando Yuna stava partendo per trasferirsi a vivere in un altro paese.
Kuriko Kazetsubaki (風椿 玖里子?, Kazetsubaki Kuriko)
Seiyuu: Yuki Matsuoka
All'inizio della storia, il suo unico obiettivo è ottenere i geni di Kazuki. Studentessa del terzo anno, Kuriko si diverte a flirtare con Kazuki e prendere in giro Yuna. Gradualmente, s'innamora del ragazzo; è la più esperta sulla magia delle tre ragazze ed è anche la più forte di loro.
Rin Kamishiro (神城 凜?, Kamishiro Rin)
Seiyuu: Yuka Inokuchi
Una spadaccina molto brava, è riservata e posata, e indossa sempre un kimono da samurai. La sua famiglia l'ha incaricata di prendere i geni di Kazuki per far salire di posizione sociale i Kamishiro e rafforzarli. All'inizio della storia, Rin vorrebbe uccidere Kazuki, ma poi inizia a volergli bene: il ragazzo è anche l'unico che riesca a mangiare i suoi piatti disgustosi.
Chihaya Yamase (山瀬 千早?, Yamase Chihaya)
Seiyuu: Mai Nakahara
Amica d'infanzia di Kazuki, frequenta il suo stesso anno. Durante l'infanzia, ha cercato di impedirgli di usare la magia in ogni modo e adesso lui la evita. Nei romanzi, è una ragazza timida innamorata di Kazuki.
Dottor Haruaki Akai (紅尉 晴明?, Akai Haruaki)
Seiyuu: Kouji Tsujitani
Un mago con grandissimi poteri, tiene molto a Kazuki anche come materiale per compiere i suoi studi scientifici, specialmente quando si trasforma in fantasma.
Shino Akai (紅尉 紫乃?, Akai Shino)
Seiyuu: Yoshino Takamori
Compare nella storia dopo che Kazuki diventa un fantasma e cerca di rapirlo per metterlo nella sua collezione. Il fratello, il dottor Akai, riesce però a impedirglielo e la ragazza diventa la sua assistente. È molto brava nel creare i sigilli e nel combattimento è molto più forte di Kuriko e Rin. S'innamora di Kazuki.
Elizabeth (エリザベート?, Erizabēto)
Seiyuu: Kimiko Koyama
È il fantasma di una ragazza di nobile famiglia vissuta durante il Sacro Romano Impero. Sceglie Kuriko come nuova madre e da quel momento vive nel suo petto e cerca di aiutarla a conquistare Kazuki.
Karei Hirosaki (尋崎 華怜?, Hirosaki Karei)
Seiyuu: Emi Shinohara
Gestisce il dormitorio maschile e controlla Kazuki. Era una miko.
Kaori Iba (伊庭 かおり?, Iba Kaori)
Seiyuu: Noda Junko
Insegnante della classe seconda B, quella di Kazuki, si sente lei stessa una studentessa. Le piace molto giocare ai videogiochi.
Yukihiko Nakamaru
Seiyuu: Ryo Naitou
Finge di essere il migliore amico di Kazuki, ma è molto geloso del suo rapporto con Yuna.
Sayumi Morisaki
Seiyuu: Akeno Watanabe
Membro di una famiglia rivale a quella di Rin, è una maestra nel combattimento senza armi. Nonostante non voglia prendere parte alla faida tra la sua famiglia e quella di Rin, vuole affrontarla per decidere chi è la migliore.
Maiho Kurioka (栗丘 舞穂?, Kurioka Maiho)
Seiyuu: Chiemi Chiba
Compagna di classe di Kazuki, compare solo nell'ultimo episodio e ha il potere di neutralizzare la magia.

### Solo dei romanzi
Kentaro Miyama (宮間 健太郎?, Miyama Kentaro)
Il padre di Yuna, è un archeologo che vende i manufatti scoperti sul mercato nero.
Yukari Miyama (宮間 由香里?, Miyama Yukari)
La madre di Yuna, lavora come agente di borsa in Italia.
Liera Scharnhorst (リーラ·シャルンホルスト?, Rīra Sharunhorusuto)
È una casalinga capace di fare ogni cosa. È innamorata di Kazuki.
Kamiyo Yamase (山瀬 神代?, Yamase Kamiyo)
La sorella minore di Chihaya, non è stata accettata all'Aoi Academy Chihaya. Adorando la sorella maggiore, quando la vede triste, decide di sistemare il problema che la affligge, cioè Kazuki.

## Episodi
- Opening
- Koi no mahō (恋のマホウ? lett. Magia d'amore) di ICHIKO.
- Ending

1. We'd Get There Someday di ICHIKO (ep. 1-23).
2. We'd Get There Someday di Yuuna Miyami, Kuriko Kazetsubaki e Rin Kamishiro (ep. 24).

| Nº | Titolo italiano Giapponese 「Kanji」 - Rōmaji                                | In onda          | In onda |
| Nº | Titolo italiano Giapponese 「Kanji」 - Rōmaji                                | Giapponese       |         |
| 1  | Sono arrivate... 「きちゃった……」 - Kichatta......                           | 14 ottobre 2003  |         |
| 2  | È caduta... 「ふっちゃった……」 - Fucchatta......                             | 21 ottobre 2003  |         |
| 3  | Se n'è andata... 「でちゃった……」 - Dechatta......                           | 28 ottobre 2003  |         |
| 4  | L'ha visto... 「みちゃった……」 - Michatta......                              | 4 novembre 2003  |         |
| 5  | Ce l'ha fatta... 「できちゃった……」 - Dekichatta......                       | 11 novembre 2003 |         |
| 6  | L'hanno scoperto... 「ばれちゃった……」 - Barechatta......                    | 18 novembre 2003 |         |
| 7  | Si sono incontrati... 「あっちゃった……」 - Acchatta......                    | 25 novembre 2003 |         |
| 8  | Ce l'hanno fatta... 「やっちゃった……」 - Yacchatta......                     | 2 dicembre 2003  |         |
| 9  | L'ha usata... 「つかっちゃった……」 - Tsukacchatta......                      | 9 dicembre 2003  |         |
| 10 | È cresciuto... 「のびちゃった……」 - Nobichatta......                         | 16 dicembre 2003 |         |
| 11 | Si è aperto... 「あけちゃった……」 - Akechatta......                          | 6 gennaio 2004   |         |
| 12 | È scomparso... 「きえちゃった……」 - Kiechatta......                          | 13 gennaio 2004  |         |
| 13 | È tornato... 「もどっちゃった……」 - Modocchatta......                        | 20 gennaio 2004  |         |
| 14 | È stato catturato... 「はまっちゃった……」 - Hamacchatta......                | 27 gennaio 2004  |         |
| 15 | È asceso... 「のぼっちゃった……」 - Nobocchatta......                         | 3 febbraio 2004  |         |
| 16 | Siamo stati intercettati... 「のぞいちゃった……」 - Nozoichatta......         | 10 febbraio 2004 |         |
| 17 | Hanno deciso... 「きめちゃった……」 - Kimechatta......                        | 17 febbraio 2004 |         |
| 18 | L'hanno preparato... vedi 「しかけちゃった…どすえ」 - Shikakechatta... dosue | 24 febbraio 2004 |         |
| 19 | È tornata... vedi 「かえっちゃった…どすえ」 - Kaecchatta... dosue            | 2 marzo 2004     |         |
| 20 | È stato spedito... 「とどけちゃった……」 - Todokechatta......                 | 9 marzo 2004     |         |
| 21 | Era illuminato... 「てらされちゃった……」 - Terasarechatta......              | 16 marzo 2004    |         |
| 22 | È stato protetto... 「まもっちゃった……」 - Mamocchatta......                 | 23 marzo 2004    |         |
| 23 | È stato visto... 「みられちゃった……」 - Mirarechatta......                   | 30 marzo 2004    |         |
| 24 | È finita... 「おわっちゃった……」 - Owacchatta......                          | 6 aprile 2004    |         |